# Carl Franz van der Velde
Carl Franz van der Velde (27 septembre 1779 - 6 avril 1824) est un romancier allemand.

## Biographie
Né à Breslau, de Johan van der Velde et Beata Rosina Gartschok, Carl Franz van der Velde  travailla d'abord pour le théâtre, mais avec peu de succès, et se mit à écrire des romans historiques, ce qui lui valut le surnom de « Walter Scott allemand ».
Il épouse Philippine Wilhelmine Schleyer
Ils auront 3 enfants : Arnold (1806-1882), Otto décédé en 1841 et Bertha (1809-1834).
Ses Œuvres, publiées à Dresde (14 volumes in-8°, 1823), ont été traduites par Loëve-Weimars, Paris, 1826-28. On y remarque Naddock le Noir, Wlaska ou les Amazones de Bohême, Les Anabaptistes, Les Hussites, Les Patriciens.

## Liens
- Ressource relative à la musique :   - Répertoire international des sources musicales
- Notice dans un dictionnaire ou une encyclopédie généraliste :   - Deutsche Biographie
- Notices d'autorité :   - VIAF
  - ISNI
  - BnF (données)
  - IdRef
  - LCCN
  - GND
  - Belgique
  - Pays-Bas
  - Pologne
  - Israël
  - NUKAT
  - Catalogne
  - Suède
  - Australie
  - Tchéquie
  - Grèce
  - WorldCat
- Arbre généalogique de ses descendants